# Selección de fútbol amateur de México
La selección de fútbol amateur de México fue una categoría no profesional del combinado nacional, creada a principios de los años 1950; representó al balompié mexicano en los Juegos Olímpicos de 1952 a 1988. Dicho nivel fue instituido, intentando la FIFA y el COI, conseguir una mayor competitividad en el evento, luego de la prohibición para participar de futbolistas profesionales.  De la misma forma fue la representante en los Juegos Panamericanos (1955-1987), Juegos Centroamericanos y del Caribe (1950-1986) y el Preolímpico (1960-1988).
Si bien su categoría era la amateur, nunca se le conoció con ese nombre, pues su denominación dependía de aquellos torneos en los que se participaba con la restricción del no profesionalismo; es decir, podía llamarse: olímpica, pre olímpica, panamericana y centroamericana. Incluso dejó dicho estatus aficionado, cuando a partir de 1983 el COI y la FIFA permitieron la participación de jugadores profesionales en eventos multideportivos y sus eliminatorias, para las zonas futbolísticas menos avanzadas (Concacaf, África, Asia y Oceanía). Conjuntos de jugadores profesionales de la primera división estuvieron presentes en esta clase de eventos desde 1983 y hasta la creación de la categoría sub-23 en 1990.

## Estadísticas

### Juegos Olímpicos
| Edición          | Resultado                                                                | Posición                                                                 | PJ                                                                       | PG                                                                       | PE                                                                       | PP                                                                       | GF                                                                       | GC                                                                       |                                                                |
| ---------------- | ------------------------------------------------------------------------ | ------------------------------------------------------------------------ | ------------------------------------------------------------------------ | ------------------------------------------------------------------------ | ------------------------------------------------------------------------ | ------------------------------------------------------------------------ | ------------------------------------------------------------------------ | ------------------------------------------------------------------------ | -------------------------------------------------------------- |
| Atenas 1896      | No hubo competición de fútbol                                            | No hubo competición de fútbol                                            | No hubo competición de fútbol                                            | No hubo competición de fútbol                                            | No hubo competición de fútbol                                            | No hubo competición de fútbol                                            | No hubo competición de fútbol                                            | No hubo competición de fútbol                                            |                                                                |
| París 1900       | En 1900 y 1904 los Juegos Olímpicos los disputaron clubes                | En 1900 y 1904 los Juegos Olímpicos los disputaron clubes                | En 1900 y 1904 los Juegos Olímpicos los disputaron clubes                | En 1900 y 1904 los Juegos Olímpicos los disputaron clubes                | En 1900 y 1904 los Juegos Olímpicos los disputaron clubes                | En 1900 y 1904 los Juegos Olímpicos los disputaron clubes                | En 1900 y 1904 los Juegos Olímpicos los disputaron clubes                | En 1900 y 1904 los Juegos Olímpicos los disputaron clubes                |                                                                |
| St. Louis 1904   | En 1900 y 1904 los Juegos Olímpicos los disputaron clubes                | En 1900 y 1904 los Juegos Olímpicos los disputaron clubes                | En 1900 y 1904 los Juegos Olímpicos los disputaron clubes                | En 1900 y 1904 los Juegos Olímpicos los disputaron clubes                | En 1900 y 1904 los Juegos Olímpicos los disputaron clubes                | En 1900 y 1904 los Juegos Olímpicos los disputaron clubes                | En 1900 y 1904 los Juegos Olímpicos los disputaron clubes                | En 1900 y 1904 los Juegos Olímpicos los disputaron clubes                |                                                                |
| Londres 1908     | De 1908 a 1948 los Juegos Olímpicos los disputaron selecciones absolutas | De 1908 a 1948 los Juegos Olímpicos los disputaron selecciones absolutas | De 1908 a 1948 los Juegos Olímpicos los disputaron selecciones absolutas | De 1908 a 1948 los Juegos Olímpicos los disputaron selecciones absolutas | De 1908 a 1948 los Juegos Olímpicos los disputaron selecciones absolutas | De 1908 a 1948 los Juegos Olímpicos los disputaron selecciones absolutas | De 1908 a 1948 los Juegos Olímpicos los disputaron selecciones absolutas | De 1908 a 1948 los Juegos Olímpicos los disputaron selecciones absolutas |                                                                |
| Estocolmo 1912   | De 1908 a 1948 los Juegos Olímpicos los disputaron selecciones absolutas | De 1908 a 1948 los Juegos Olímpicos los disputaron selecciones absolutas | De 1908 a 1948 los Juegos Olímpicos los disputaron selecciones absolutas | De 1908 a 1948 los Juegos Olímpicos los disputaron selecciones absolutas | De 1908 a 1948 los Juegos Olímpicos los disputaron selecciones absolutas | De 1908 a 1948 los Juegos Olímpicos los disputaron selecciones absolutas | De 1908 a 1948 los Juegos Olímpicos los disputaron selecciones absolutas | De 1908 a 1948 los Juegos Olímpicos los disputaron selecciones absolutas |                                                                |
| Amberes 1920     | De 1908 a 1948 los Juegos Olímpicos los disputaron selecciones absolutas | De 1908 a 1948 los Juegos Olímpicos los disputaron selecciones absolutas | De 1908 a 1948 los Juegos Olímpicos los disputaron selecciones absolutas | De 1908 a 1948 los Juegos Olímpicos los disputaron selecciones absolutas | De 1908 a 1948 los Juegos Olímpicos los disputaron selecciones absolutas | De 1908 a 1948 los Juegos Olímpicos los disputaron selecciones absolutas | De 1908 a 1948 los Juegos Olímpicos los disputaron selecciones absolutas | De 1908 a 1948 los Juegos Olímpicos los disputaron selecciones absolutas |                                                                |
| París 1924       | De 1908 a 1948 los Juegos Olímpicos los disputaron selecciones absolutas | De 1908 a 1948 los Juegos Olímpicos los disputaron selecciones absolutas | De 1908 a 1948 los Juegos Olímpicos los disputaron selecciones absolutas | De 1908 a 1948 los Juegos Olímpicos los disputaron selecciones absolutas | De 1908 a 1948 los Juegos Olímpicos los disputaron selecciones absolutas | De 1908 a 1948 los Juegos Olímpicos los disputaron selecciones absolutas | De 1908 a 1948 los Juegos Olímpicos los disputaron selecciones absolutas | De 1908 a 1948 los Juegos Olímpicos los disputaron selecciones absolutas |                                                                |
| Ámsterdam 1928   | De 1908 a 1948 los Juegos Olímpicos los disputaron selecciones absolutas | De 1908 a 1948 los Juegos Olímpicos los disputaron selecciones absolutas | De 1908 a 1948 los Juegos Olímpicos los disputaron selecciones absolutas | De 1908 a 1948 los Juegos Olímpicos los disputaron selecciones absolutas | De 1908 a 1948 los Juegos Olímpicos los disputaron selecciones absolutas | De 1908 a 1948 los Juegos Olímpicos los disputaron selecciones absolutas | De 1908 a 1948 los Juegos Olímpicos los disputaron selecciones absolutas | De 1908 a 1948 los Juegos Olímpicos los disputaron selecciones absolutas |                                                                |
| Los Ángeles 1932 | De 1908 a 1948 los Juegos Olímpicos los disputaron selecciones absolutas | De 1908 a 1948 los Juegos Olímpicos los disputaron selecciones absolutas | De 1908 a 1948 los Juegos Olímpicos los disputaron selecciones absolutas | De 1908 a 1948 los Juegos Olímpicos los disputaron selecciones absolutas | De 1908 a 1948 los Juegos Olímpicos los disputaron selecciones absolutas | De 1908 a 1948 los Juegos Olímpicos los disputaron selecciones absolutas | De 1908 a 1948 los Juegos Olímpicos los disputaron selecciones absolutas | De 1908 a 1948 los Juegos Olímpicos los disputaron selecciones absolutas |                                                                |
| Berlín 1936      | De 1908 a 1948 los Juegos Olímpicos los disputaron selecciones absolutas | De 1908 a 1948 los Juegos Olímpicos los disputaron selecciones absolutas | De 1908 a 1948 los Juegos Olímpicos los disputaron selecciones absolutas | De 1908 a 1948 los Juegos Olímpicos los disputaron selecciones absolutas | De 1908 a 1948 los Juegos Olímpicos los disputaron selecciones absolutas | De 1908 a 1948 los Juegos Olímpicos los disputaron selecciones absolutas | De 1908 a 1948 los Juegos Olímpicos los disputaron selecciones absolutas | De 1908 a 1948 los Juegos Olímpicos los disputaron selecciones absolutas |                                                                |
| Londres 1948     | De 1908 a 1948 los Juegos Olímpicos los disputaron selecciones absolutas | De 1908 a 1948 los Juegos Olímpicos los disputaron selecciones absolutas | De 1908 a 1948 los Juegos Olímpicos los disputaron selecciones absolutas | De 1908 a 1948 los Juegos Olímpicos los disputaron selecciones absolutas | De 1908 a 1948 los Juegos Olímpicos los disputaron selecciones absolutas | De 1908 a 1948 los Juegos Olímpicos los disputaron selecciones absolutas | De 1908 a 1948 los Juegos Olímpicos los disputaron selecciones absolutas | De 1908 a 1948 los Juegos Olímpicos los disputaron selecciones absolutas |                                                                |
| Helsinki 1952    | No participó                                                             | No participó                                                             | No participó                                                             | No participó                                                             | No participó                                                             | No participó                                                             | No participó                                                             | No participó                                                             | No participó                                                   |
| Melbourne 1956   | No participó                                                             | No participó                                                             | No participó                                                             | No participó                                                             | No participó                                                             | No participó                                                             | No participó                                                             | No participó                                                             | No participó                                                   |
| Roma 1960        | No clasificó                                                             | No clasificó                                                             | No clasificó                                                             | No clasificó                                                             | No clasificó                                                             | No clasificó                                                             | No clasificó                                                             | No clasificó                                                             |                                                                |
| Tokio 1964       | Primera fase                                                             | 12.º                                                                     | 3                                                                        | 0                                                                        | 1                                                                        | 2                                                                        | 2                                                                        | 5                                                                        |                                                                |
| México 1968      | Semifinales                                                              | 4.º                                                                      | 6                                                                        | 3                                                                        | 0                                                                        | 3                                                                        | 12                                                                       | 9                                                                        |                                                                |
| Múnich 1972      | Segunda fase                                                             | 5.º                                                                      | 6                                                                        | 2                                                                        | 1                                                                        | 3                                                                        | 4                                                                        | 14                                                                       |                                                                |
| Montreal 1976    | Primera fase                                                             | 10.º                                                                     | 3                                                                        | 0                                                                        | 2                                                                        | 1                                                                        | 4                                                                        | 7                                                                        |                                                                |
| Moscú 1980       | Descalificado                                                            | Descalificado                                                            | Descalificado                                                            | Descalificado                                                            | Descalificado                                                            | Descalificado                                                            | Descalificado                                                            | Descalificado                                                            |                                                                |
| Los Ángeles 1984 | No clasificó                                                             | No clasificó                                                             | No clasificó                                                             | No clasificó                                                             | No clasificó                                                             | No clasificó                                                             | No clasificó                                                             | No clasificó                                                             |                                                                |
| Seúl 1988        | Suspendido                                                               | Suspendido                                                               | Suspendido                                                               | Suspendido                                                               | Suspendido                                                               | Suspendido                                                               | Suspendido                                                               | Suspendido                                                               |                                                                |
| Barcelona 1992   | Desde 1992 los Juegos Olímpicos lo disputan selecciones sub-23           | Desde 1992 los Juegos Olímpicos lo disputan selecciones sub-23           | Desde 1992 los Juegos Olímpicos lo disputan selecciones sub-23           | Desde 1992 los Juegos Olímpicos lo disputan selecciones sub-23           | Desde 1992 los Juegos Olímpicos lo disputan selecciones sub-23           | Desde 1992 los Juegos Olímpicos lo disputan selecciones sub-23           | Desde 1992 los Juegos Olímpicos lo disputan selecciones sub-23           | Desde 1992 los Juegos Olímpicos lo disputan selecciones sub-23           | Desde 1992 los Juegos Olímpicos lo disputan selecciones sub-23 |
| Total            |                                                                          | -                                                                        | 18                                                                       | 5                                                                        | 4                                                                        | 9                                                                        | 22                                                                       | 31                                                                       |                                                                |

### Juegos Panamericanos
| Edición               | Resultado                                                          | Posición                                                           | PJ                                                                 | PG                                                                 | PE                                                                 | PP                                                                 | GF                                                                 | GC                                                                 |
| --------------------- | ------------------------------------------------------------------ | ------------------------------------------------------------------ | ------------------------------------------------------------------ | ------------------------------------------------------------------ | ------------------------------------------------------------------ | ------------------------------------------------------------------ | ------------------------------------------------------------------ | ------------------------------------------------------------------ |
| Bueno Aires 1951      | No participó                                                       | No participó                                                       | No participó                                                       | No participó                                                       | No participó                                                       | No participó                                                       | No participó                                                       | No participó                                                       |
| Ciudad de México 1955 | Medalla de plata                                                   | 2.º                                                                | 6                                                                  | 1                                                                  | 3                                                                  | 2                                                                  | 10                                                                 | 13                                                                 |
| Chicago 1959          | Liguilla final                                                     | 6.º                                                                | 6                                                                  | 1                                                                  | 1                                                                  | 4                                                                  | 13                                                                 | 20                                                                 |
| Sao Paulo 1963        | No participó                                                       | No participó                                                       | No participó                                                       | No participó                                                       | No participó                                                       | No participó                                                       | No participó                                                       | No participó                                                       |
| Winnipeg 1967         | Medalla de oro                                                     | .1º                                                                | 5                                                                  | 3                                                                  | 2                                                                  | 0                                                                  | 12                                                                 | 4                                                                  |
| Cali 1971             | Primera fase                                                       | 7.º                                                                | 3                                                                  | 1                                                                  | 1                                                                  | 1                                                                  | 3                                                                  | 3                                                                  |
| Ciudad de México 1975 | Medalla de oro                                                     | 1.º                                                                | 6                                                                  | 4                                                                  | 2                                                                  | 0                                                                  | 27                                                                 | 5                                                                  |
| San Juan 1979         | No participó                                                       | No participó                                                       | No participó                                                       | No participó                                                       | No participó                                                       | No participó                                                       | No participó                                                       | No participó                                                       |
| Caracas 1983          | Primera fase                                                       | 6.º                                                                | 2                                                                  | 1                                                                  | 0                                                                  | 1                                                                  | 2                                                                  | 1                                                                  |
| Indianápolis 1987     | Cuarto lugar                                                       | 4.º                                                                | 5                                                                  | 3                                                                  | 2                                                                  | 0                                                                  | 10                                                                 | 1                                                                  |
| La Habana 1991        | De 1991 a 2003 los Juegos fueron disputados por selecciones sub-23 | De 1991 a 2003 los Juegos fueron disputados por selecciones sub-23 | De 1991 a 2003 los Juegos fueron disputados por selecciones sub-23 | De 1991 a 2003 los Juegos fueron disputados por selecciones sub-23 | De 1991 a 2003 los Juegos fueron disputados por selecciones sub-23 | De 1991 a 2003 los Juegos fueron disputados por selecciones sub-23 | De 1991 a 2003 los Juegos fueron disputados por selecciones sub-23 | De 1991 a 2003 los Juegos fueron disputados por selecciones sub-23 |
| Mar del Plata 1995    | De 1991 a 2003 los Juegos fueron disputados por selecciones sub-23 | De 1991 a 2003 los Juegos fueron disputados por selecciones sub-23 | De 1991 a 2003 los Juegos fueron disputados por selecciones sub-23 | De 1991 a 2003 los Juegos fueron disputados por selecciones sub-23 | De 1991 a 2003 los Juegos fueron disputados por selecciones sub-23 | De 1991 a 2003 los Juegos fueron disputados por selecciones sub-23 | De 1991 a 2003 los Juegos fueron disputados por selecciones sub-23 | De 1991 a 2003 los Juegos fueron disputados por selecciones sub-23 |
| Winnipeg 1999         | De 1991 a 2003 los Juegos fueron disputados por selecciones sub-23 | De 1991 a 2003 los Juegos fueron disputados por selecciones sub-23 | De 1991 a 2003 los Juegos fueron disputados por selecciones sub-23 | De 1991 a 2003 los Juegos fueron disputados por selecciones sub-23 | De 1991 a 2003 los Juegos fueron disputados por selecciones sub-23 | De 1991 a 2003 los Juegos fueron disputados por selecciones sub-23 | De 1991 a 2003 los Juegos fueron disputados por selecciones sub-23 | De 1991 a 2003 los Juegos fueron disputados por selecciones sub-23 |
| Santo Domingo 2003    | De 1991 a 2003 los Juegos fueron disputados por selecciones sub-23 | De 1991 a 2003 los Juegos fueron disputados por selecciones sub-23 | De 1991 a 2003 los Juegos fueron disputados por selecciones sub-23 | De 1991 a 2003 los Juegos fueron disputados por selecciones sub-23 | De 1991 a 2003 los Juegos fueron disputados por selecciones sub-23 | De 1991 a 2003 los Juegos fueron disputados por selecciones sub-23 | De 1991 a 2003 los Juegos fueron disputados por selecciones sub-23 | De 1991 a 2003 los Juegos fueron disputados por selecciones sub-23 |
| Río de Janeiro 2007   | En 2007 los Juegos fueron disputados por selecciones sub-20        | En 2007 los Juegos fueron disputados por selecciones sub-20        | En 2007 los Juegos fueron disputados por selecciones sub-20        | En 2007 los Juegos fueron disputados por selecciones sub-20        | En 2007 los Juegos fueron disputados por selecciones sub-20        | En 2007 los Juegos fueron disputados por selecciones sub-20        | En 2007 los Juegos fueron disputados por selecciones sub-20        | En 2007 los Juegos fueron disputados por selecciones sub-20        |
| Guadalajara 2011      | Desde 2011 los Juegos lo disputan selecciones sub-22               | Desde 2011 los Juegos lo disputan selecciones sub-22               | Desde 2011 los Juegos lo disputan selecciones sub-22               | Desde 2011 los Juegos lo disputan selecciones sub-22               | Desde 2011 los Juegos lo disputan selecciones sub-22               | Desde 2011 los Juegos lo disputan selecciones sub-22               | Desde 2011 los Juegos lo disputan selecciones sub-22               | Desde 2011 los Juegos lo disputan selecciones sub-22               |
| Total                 |                                                                    | -                                                                  | 33                                                                 | 14                                                                 | 11                                                                 | 8                                                                  | 77                                                                 | 47                                                                 |

### Juegos Centroamericanos y del Caribe
| Edición                         | Resultado                                                             | Posición                                                              | PJ                                                                    | PG                                                                    | PE                                                                    | PP                                                                    | GF                                                                    | GC                                                                    |
| ------------------------------- | --------------------------------------------------------------------- | --------------------------------------------------------------------- | --------------------------------------------------------------------- | --------------------------------------------------------------------- | --------------------------------------------------------------------- | --------------------------------------------------------------------- | --------------------------------------------------------------------- | --------------------------------------------------------------------- |
| México 1926                     | No se disputó torneo de fútbol                                        | No se disputó torneo de fútbol                                        | No se disputó torneo de fútbol                                        | No se disputó torneo de fútbol                                        | No se disputó torneo de fútbol                                        | No se disputó torneo de fútbol                                        | No se disputó torneo de fútbol                                        | No se disputó torneo de fútbol                                        |
| La Habana 1930                  | De 1930 a 1938 los Juegos fueron disputados por selecciones absolutas | De 1930 a 1938 los Juegos fueron disputados por selecciones absolutas | De 1930 a 1938 los Juegos fueron disputados por selecciones absolutas | De 1930 a 1938 los Juegos fueron disputados por selecciones absolutas | De 1930 a 1938 los Juegos fueron disputados por selecciones absolutas | De 1930 a 1938 los Juegos fueron disputados por selecciones absolutas | De 1930 a 1938 los Juegos fueron disputados por selecciones absolutas | De 1930 a 1938 los Juegos fueron disputados por selecciones absolutas |
| San Salvador 1935               | De 1930 a 1938 los Juegos fueron disputados por selecciones absolutas | De 1930 a 1938 los Juegos fueron disputados por selecciones absolutas | De 1930 a 1938 los Juegos fueron disputados por selecciones absolutas | De 1930 a 1938 los Juegos fueron disputados por selecciones absolutas | De 1930 a 1938 los Juegos fueron disputados por selecciones absolutas | De 1930 a 1938 los Juegos fueron disputados por selecciones absolutas | De 1930 a 1938 los Juegos fueron disputados por selecciones absolutas | De 1930 a 1938 los Juegos fueron disputados por selecciones absolutas |
| Panamá 1938                     | De 1930 a 1938 los Juegos fueron disputados por selecciones absolutas | De 1930 a 1938 los Juegos fueron disputados por selecciones absolutas | De 1930 a 1938 los Juegos fueron disputados por selecciones absolutas | De 1930 a 1938 los Juegos fueron disputados por selecciones absolutas | De 1930 a 1938 los Juegos fueron disputados por selecciones absolutas | De 1930 a 1938 los Juegos fueron disputados por selecciones absolutas | De 1930 a 1938 los Juegos fueron disputados por selecciones absolutas | De 1930 a 1938 los Juegos fueron disputados por selecciones absolutas |
| Barranquilla 1946               | No participó                                                          | No participó                                                          | No participó                                                          | No participó                                                          | No participó                                                          | No participó                                                          | No participó                                                          | No participó                                                          |
| Guatemala 1950                  | Primera fase                                                          | 5.º                                                                   | 6                                                                     | 1                                                                     | 3                                                                     | 2                                                                     | 8                                                                     | 10                                                                    |
| México 1954                     | Medalla de plata                                                      | 2.º                                                                   | 4                                                                     | 3                                                                     | 0                                                                     | 1                                                                     | 11                                                                    | 3                                                                     |
| Caracas 1959                    | Medalla de oro                                                        | 1°                                                                    | 4                                                                     | 4                                                                     | 0                                                                     | 0                                                                     | 10                                                                    | 3                                                                     |
| Kingston 1962                   | Medalla de plata                                                      | 2.º                                                                   | 5                                                                     | 4                                                                     | 0                                                                     | 1                                                                     | 17                                                                    | 4                                                                     |
| San Juan 1966                   | Medalla de oro                                                        | 1.º                                                                   | 5                                                                     | 5                                                                     | 0                                                                     | 0                                                                     | 11                                                                    | 2                                                                     |
| Panamá 1970                     | No participó                                                          | No participó                                                          | No participó                                                          | No participó                                                          | No participó                                                          | No participó                                                          | No participó                                                          | No participó                                                          |
| Santo Domingo 1974              | Semifinales                                                           | 4.º                                                                   | 6                                                                     | 3                                                                     | 1                                                                     | 2                                                                     | 7                                                                     | 6                                                                     |
| Medellín 1978                   | Semifinales                                                           | 4.º                                                                   | 6                                                                     | 2                                                                     | 2                                                                     | 2                                                                     | 11                                                                    | 7                                                                     |
| La Habana 1982                  | Medalla de plata                                                      | 2.º                                                                   | 5                                                                     | 3                                                                     | 1                                                                     | 1                                                                     | 8                                                                     | 3                                                                     |
| Santiago de los Caballeros 1986 | Medalla de bronce                                                     | 3.º                                                                   | 3                                                                     | 2                                                                     | 0                                                                     | 1                                                                     | 6                                                                     | 3                                                                     |
| México 1990                     | En 1990 los Juegos fueron disputados por selecciones sub-23           | En 1990 los Juegos fueron disputados por selecciones sub-23           | En 1990 los Juegos fueron disputados por selecciones sub-23           | En 1990 los Juegos fueron disputados por selecciones sub-23           | En 1990 los Juegos fueron disputados por selecciones sub-23           | En 1990 los Juegos fueron disputados por selecciones sub-23           | En 1990 los Juegos fueron disputados por selecciones sub-23           | En 1990 los Juegos fueron disputados por selecciones sub-23           |
| Ponce 1993                      | En 1993 y 1998 los Juegos fueron disputados por selecciones sub-20    | En 1993 y 1998 los Juegos fueron disputados por selecciones sub-20    | En 1993 y 1998 los Juegos fueron disputados por selecciones sub-20    | En 1993 y 1998 los Juegos fueron disputados por selecciones sub-20    | En 1993 y 1998 los Juegos fueron disputados por selecciones sub-20    | En 1993 y 1998 los Juegos fueron disputados por selecciones sub-20    | En 1993 y 1998 los Juegos fueron disputados por selecciones sub-20    | En 1993 y 1998 los Juegos fueron disputados por selecciones sub-20    |
| Maracaibo 1998                  | En 1993 y 1998 los Juegos fueron disputados por selecciones sub-20    | En 1993 y 1998 los Juegos fueron disputados por selecciones sub-20    | En 1993 y 1998 los Juegos fueron disputados por selecciones sub-20    | En 1993 y 1998 los Juegos fueron disputados por selecciones sub-20    | En 1993 y 1998 los Juegos fueron disputados por selecciones sub-20    | En 1993 y 1998 los Juegos fueron disputados por selecciones sub-20    | En 1993 y 1998 los Juegos fueron disputados por selecciones sub-20    | En 1993 y 1998 los Juegos fueron disputados por selecciones sub-20    |
| San Salvador 2002               | Desde 2002 los Juegos son disputados por selecciones sub-21           | Desde 2002 los Juegos son disputados por selecciones sub-21           | Desde 2002 los Juegos son disputados por selecciones sub-21           | Desde 2002 los Juegos son disputados por selecciones sub-21           | Desde 2002 los Juegos son disputados por selecciones sub-21           | Desde 2002 los Juegos son disputados por selecciones sub-21           | Desde 2002 los Juegos son disputados por selecciones sub-21           | Desde 2002 los Juegos son disputados por selecciones sub-21           |
| Total                           |                                                                       | -                                                                     | 44                                                                    | 27                                                                    | 7                                                                     | 10                                                                    | 89                                                                    | 41                                                                    |

### Preolímpico
| Año                             | Ronda                                                     | PJ                                                        | G                                                         | E                                                         | P                                                         | GF                                                        | GC                                                        | DIF                                                       |
| ------------------------------- | --------------------------------------------------------- | --------------------------------------------------------- | --------------------------------------------------------- | --------------------------------------------------------- | --------------------------------------------------------- | --------------------------------------------------------- | --------------------------------------------------------- | --------------------------------------------------------- |
| Perú 1960(1)                    | Quinto lugar                                              | 6                                                         | 2                                                         | 1                                                         | 3                                                         | 9                                                         | 7                                                         | 2                                                         |
| México 1964                     | Campeón                                                   | 3                                                         | 3                                                         | 0                                                         | 0                                                         | 13                                                        | 2                                                         | 11                                                        |
| Preolímpico de Concacaf de 1968 | No participó                                              | -                                                         | -                                                         | -                                                         | -                                                         | -                                                         | -                                                         | -                                                         |
| Preolímpico de Concacaf de 1972 | Campeón                                                   | 10                                                        | 6                                                         | 2                                                         | 2                                                         | 18                                                        | 8                                                         | 10                                                        |
| Preolímpico de Concacaf de 1976 | Campeón                                                   | 6                                                         | 4                                                         | 1                                                         | 1                                                         | 23                                                        | 9                                                         | 14                                                        |
| Preolímpico de Concacaf de 1980 | Descalificado(2)                                          | 2                                                         | 2                                                         | 0                                                         | 0                                                         | 6                                                         | 0                                                         | 6                                                         |
| Preolímpico de Concacaf de 1984 | Segunda ronda                                             | 5                                                         | 2                                                         | 1                                                         | 2                                                         | 8                                                         | 3                                                         | 5                                                         |
| Preolímpico de Concacaf de 1988 | Descalificado(3)                                          | 8                                                         | 7                                                         | 0                                                         | 1                                                         | 39                                                        | 3                                                         | 36                                                        |
| Preolímpico de Concacaf de 1992 | Desde 1992 la eliminatoria la disputan selecciones sub-23 | Desde 1992 la eliminatoria la disputan selecciones sub-23 | Desde 1992 la eliminatoria la disputan selecciones sub-23 | Desde 1992 la eliminatoria la disputan selecciones sub-23 | Desde 1992 la eliminatoria la disputan selecciones sub-23 | Desde 1992 la eliminatoria la disputan selecciones sub-23 | Desde 1992 la eliminatoria la disputan selecciones sub-23 | Desde 1992 la eliminatoria la disputan selecciones sub-23 |
| Total                           | 3 títulos                                                 | 40                                                        | 26                                                        | 5                                                         | 9                                                         | 116                                                       | 32                                                        | 84                                                        |

Notas

## Palmarés
- Juegos Panamericanos
  - Campeón (2): 1967, 1975.
  - Subcampeón (1): 1955.
- Juegos Centroamericanos y del Caribe
  - Campeón (2): 1959, 1966.
  - Subcampeón (3): 1954, 1962, 1982.
  - Tercer lugar (1): 1986.
- Universiadas
  -  Medalla de oro (1): 1979